# شجاع آذری
شجاع آذری هنرمند تجسمی و فیلمساز زاده ایران و ساکن نیویورک است. از جمله فیلم‌های او می‌توان به زنان بدون مردان اشاره کرد، که موفق به دریافت شیر نقره‌ای شصت و ششمین جشنواره فیلم ونیز شد.

## زندگی‌نامه

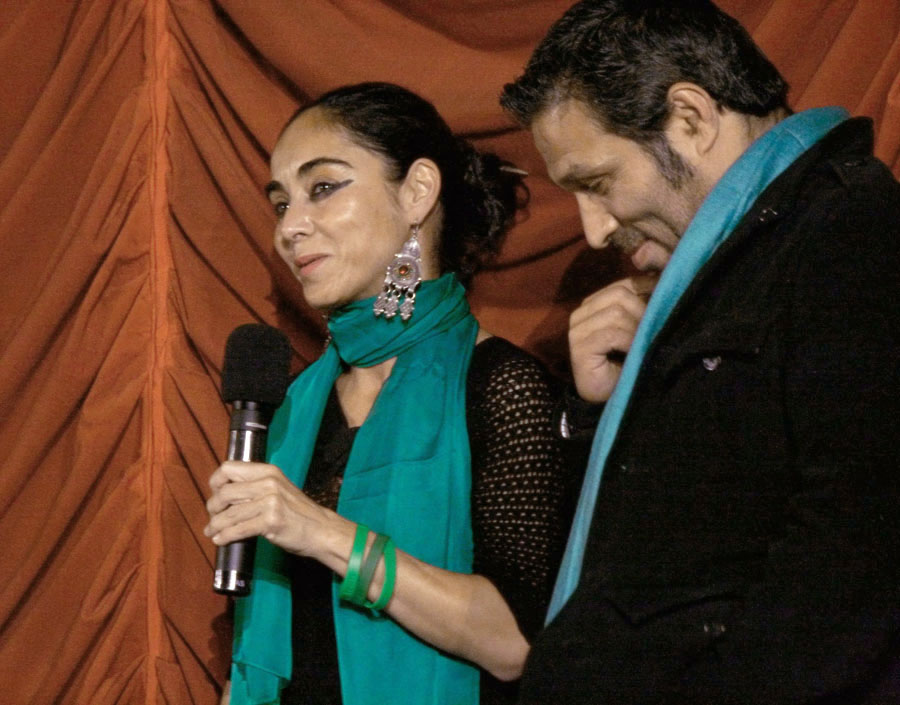
آذری و نشاط

آذری در سال ۱۹۵۷ در شیراز زاده شد. او در دهه ۷۰ میلادی به عنوان فیلمساز در نیویورک آموزش دید. آذری بعد از انقلاب ۱۹۷۹ در ایران به صورت زیرزمینی به تئاتر می‌پرداخت و در نهایت در سال ۱۹۸۳ به‌طور دائم به ایالات متحده آمریکا مهاجرت کرد. شجاع آذری و شیرین نشاط در سال ۱۹۹۷ با یکدیگر آشنا شده و به شریک زندگی و زوج هنری یکدیگر تبدیل شدند.
آذری در سال ۱۹۹۸ به همراه شیرین نشاط اثر هنر ویدئویی به نام «متلاطم» را منتشر کرد که در دوسالانه ونیز ۱۹۹۹ موفق به دریافت جایزه شیر طلایی شد.